# Gian Bernardo Frugoni
Gian Bernardo Frugoni a été le 115e doge de Gênes du 22 octobre 1660 au 22 mars 1661, date de sa mort prématurée avant la fin de son mandat de deux ans.